# Romidepsin
Romidepsin, även marknadsfört som Istodax, är ett läkemedel mot cancer. Det kan framställas ur bakterien Chromobacterium violaceum. Läkemedlet ägs av Gloucester Pharmaceuticals, en del av Celgene. Det utvecklades efter att jordprover från Japan analyserats av Fujisawa Pharmaceutical Company (i dag Astellas Pharma) 1994.
Det är ett godkänt receptbelagt läkemedel i USA sedan 2009.
Man forskar kring läkemedlet, bland annat om HIV-behandling och hur det påverkar autism.